# Gyula Szepes
Gyula Béla József Szepes, född Strauch 18 augusti 1899 i Spišská Nová Ves i Österrike-Ungern (nuvarande Slovakien), död 2 mars 1985 i Budapest, var en ungersk längdskidåkare som tävlade under 1920-talet. Han deltog i olympiska vinterspelen i Sankt Moritz på 18 kilometer och nordisk kombination, han bröt dock båda tävlingarna.
Han var bror till Béla Szepes.